# 자카르파탸

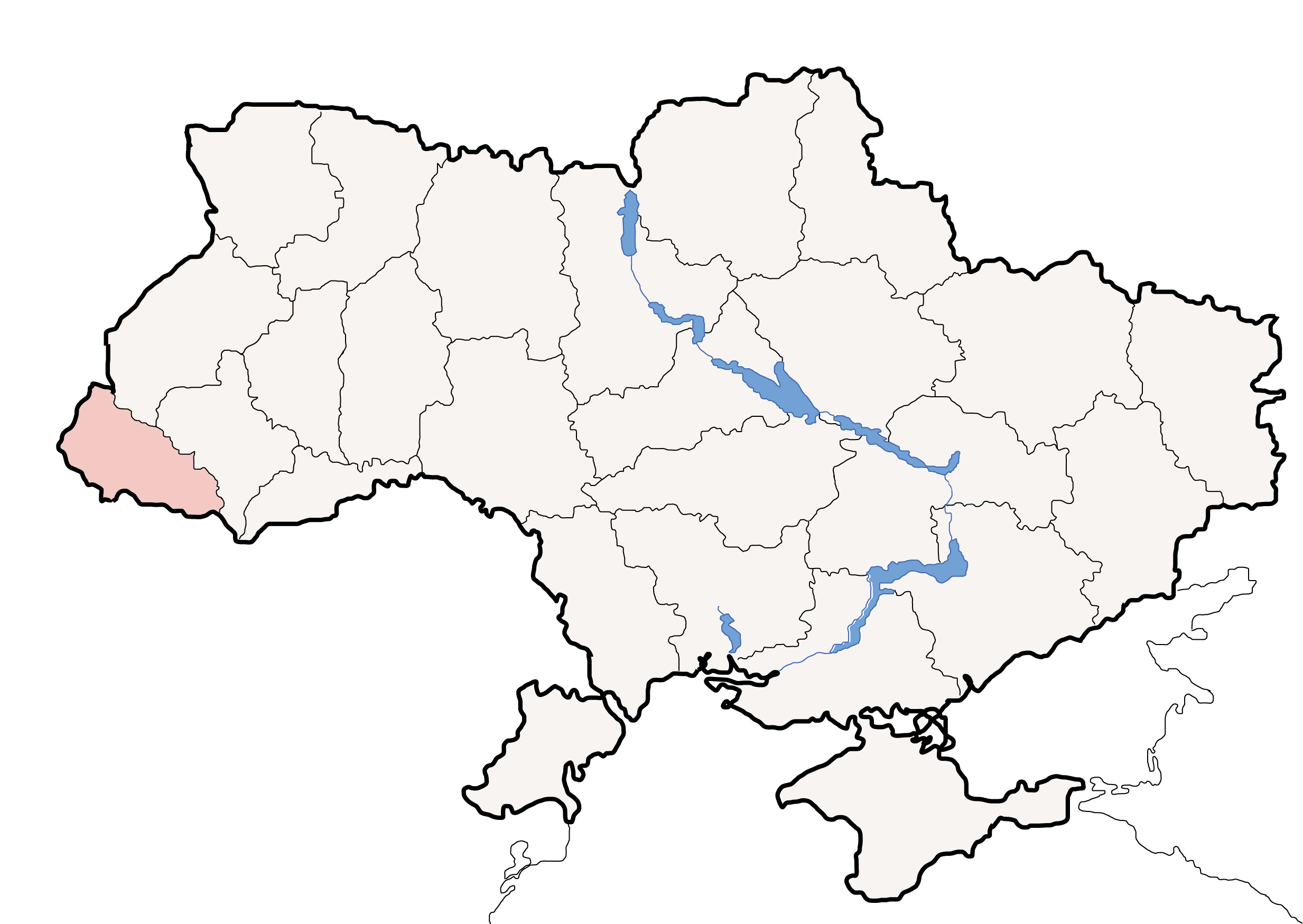
자카르파탸의 위치

자카르파탸의 문장

자카르파탸(우크라이나어: Закарпаття) 또는 카르파티아 루테니아는 오늘날 우크라이나 서부, 슬로바키아 동부에 위치해 있는 역사적 지역이다. 카르파티아산맥 기슭에 위치하며 행정 구역상으로는 우크라이나 자카르파탸주, 슬로바키아 프레쇼우주, 코시체주에 속한다. 루마니아, 헝가리, 폴란드와 국경을 접한다. 지명은 말 그대로 '카르파티아 너머'를 의미한다.
역사적으로 헝가리 왕국, 오스만 제국, 합스부르크 군주국, 오스트리아-헝가리 제국의 지배를 받았던 곳이다. 제1차 세계 대전 이후에는 체코슬로바키아의 지배를 받았다. 1939년에는 카르파티아 우크라이나가 체코슬로바키아로부터 독립을 선언했지만 얼마 지나지 않아 헝가리 왕국에 편입되었고 1945년에 제2차 세계 대전의 종전과 함께 소련에 편입되었다.
소련 시대에는 러시아어 우선 정책에 따라 우크라이나어 교육이 거의 이뤄지지 않았다. 이 지역에 거주하는 다수 민족은 슬라브어 계통의 언어를 사용하지 않는 헝가리계와 루마니아계이다.

## 같이 보기
- 흑러시아
- 적러시아
- 백러시아

## 참고 문헌
- 정영주 (2018년 2월). “자카르파트 지역 소수민족의 우크라이나어 구사”. 《러시아어문학연구논집》 (한국러시아문학회) (60): 263-287.